# Молла, Олег
Олег Молла (рум. Oleg Molla; род. 22 февраля 1986, Кишинёв, Молдавская ССР, СССР) — молдавский футболист, нападающий.

## Биография
Выступал за ряд молдавских коллективов. Дольше всего Молла играл в «Зимбру» и «Дачии», вместе с которыми ему удавалось выигрывать национальные титулы. В 2015 году интерес к форварду проявляли клубы из Азербайджана. В последнее время выступал в Национальной дивизии «Б» за «Викторию» (Бардар). Летом 2020 года Молла вместе со своим партнером по команде Петру Посторникэ перешел в немецкую команду низшей лиги «Лангенвинкель». Футболистов позвал к себе его румынский тренер Дан Калинеску.

## Достижения
- Чемпион Молдавии (1): 2010/11.
- Обладатель Кубка Молдавии (1): 2006/07.
- Финалист Кубка Молдавии (1): 2009/10.